# Dalur
Dalur (IPA: [ˈdɛalʊɹ], danska: Dal] är en by på ön Sandoy i Färöarna. Dalur tillhör Húsavíks kommun och hade 34 invånare vid folkräkningen 2015. Byn ligger i en dal, därav namnet.
Byn är mycket gammal och omnämndes för första gången i skrift 1404, då som Varmadalur, men den kan vara betydligt äldre. Byn blev helt ödelagd under digerdöden omkring 1349, men blev befolkad redan efter några år.
Från Dalur går det en smal väg till Sandoys sydspets, varifrån man kan komma till fågelberget Skorin till fots.
Kyrkan i Dalur byggdes 1957 och blev byns första.

## Befolkningsutveckling
| Befolkningsutvecklingen i Dalur 1985–2015 | Befolkningsutvecklingen i Dalur 1985–2015 | Befolkningsutvecklingen i Dalur 1985–2015 | Befolkningsutvecklingen i Dalur 1985–2015 | Befolkningsutvecklingen i Dalur 1985–2015 |
| ----------------------------------------- | ----------------------------------------- | ----------------------------------------- | ----------------------------------------- | ----------------------------------------- |
|                                           |                                           |                                           |                                           |                                           |
| År                                        |                                           |                                           | Folkmängd                                 |                                           |
| 1985                                      | 1985                                      |                                           | 76                                        |                                           |
| 1990                                      | 1990                                      |                                           | 64                                        |                                           |
| 1995                                      | 1995                                      |                                           | 58                                        |                                           |
| 2000                                      | 2000                                      |                                           | 52                                        |                                           |
| 2005                                      | 2005                                      |                                           | 48                                        |                                           |
| 2010                                      | 2010                                      |                                           | 39                                        |                                           |
| 2015                                      | 2015                                      |                                           | 34                                        |                                           |
|                                           |                                           |                                           |                                           |                                           |